# Naturschutzgebiet Eringerfelder Wald-Nord und Westerschledde

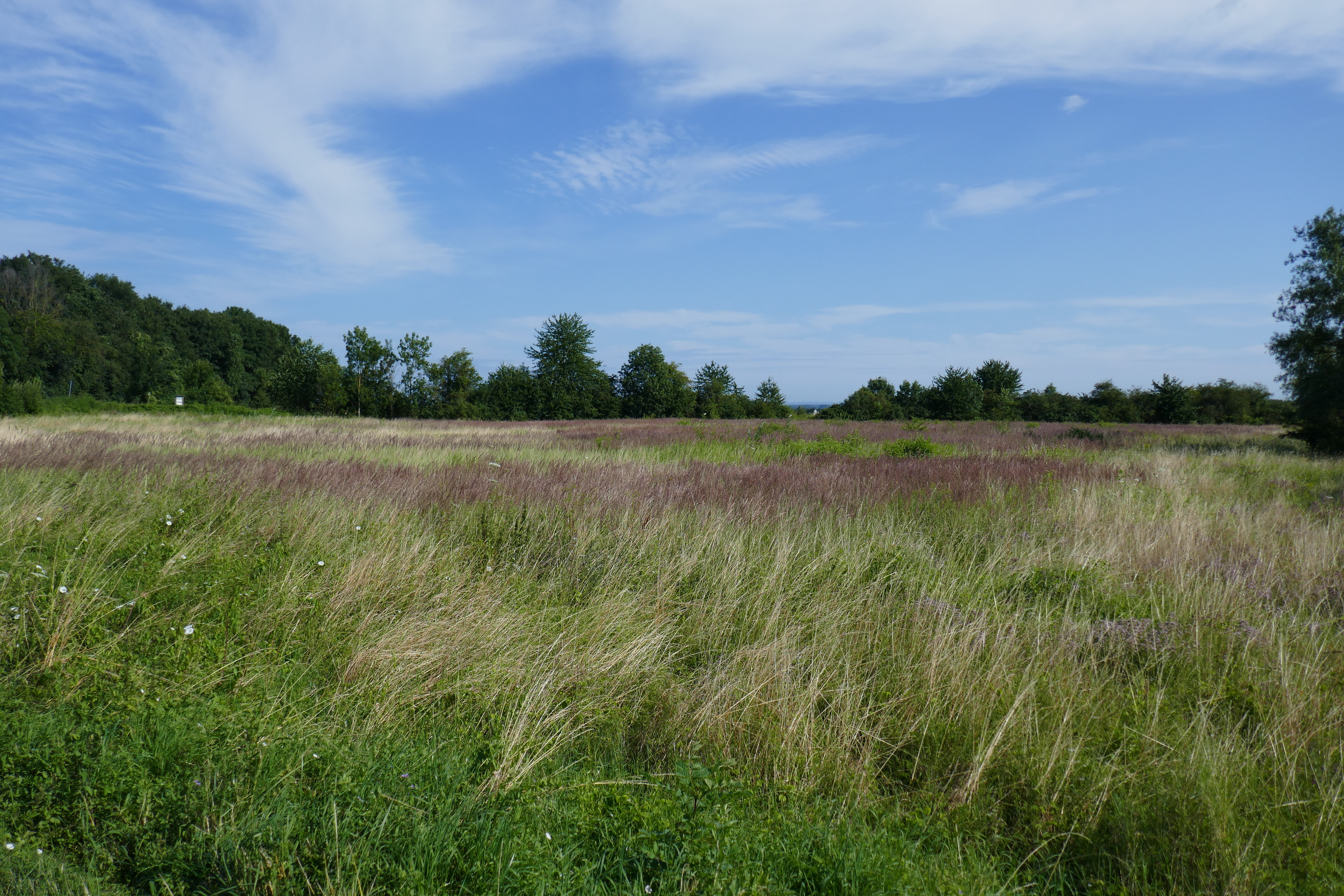
Das Naturschutzgebiet bei Störmede

Das Naturschutzgebiet Eringerfelder Wald-Nord und Westerschledde ist ein 363,07 ha großes Naturschutzgebiet (NSG) nördlich von Eringerfeld im Stadtgebiet von Geseke im Kreis Soest in Nordrhein-Westfalen. Das Gebiet wurde 2003 von der Bezirksregierung Arnsberg per Verordnung als NSG ausgewiesen. Das NSG wird durch die Bundesautobahn 44 vom südlich gelegenen, 2003 ausgewiesenen, Naturschutzgebiet Eringerfelder Wald-Süd getrennt.

## Gebietsbeschreibung
Bei dem NSG handelt es sich um einen großflächigen Waldkomplex mit artenreichen Rotbuchenwäldern. Im Wald befinden sich Orchideenbestände. Auch Grünland- und Gewässerbiotope wie Bäche und Quellen befinden sich im NSG. Bäche wie die Westerschledde fallen teilweise temporär trocken. Im Wald brüten Arten wie Rotmilan (Milvus milvus), Grauspecht (Picus canus), Nachtigall (Luscinia megarhynchos) und Pirol (Oriolus oriolus).